# Gradiva
Pour les articles homonymes, voir Gradiva (homonymie).

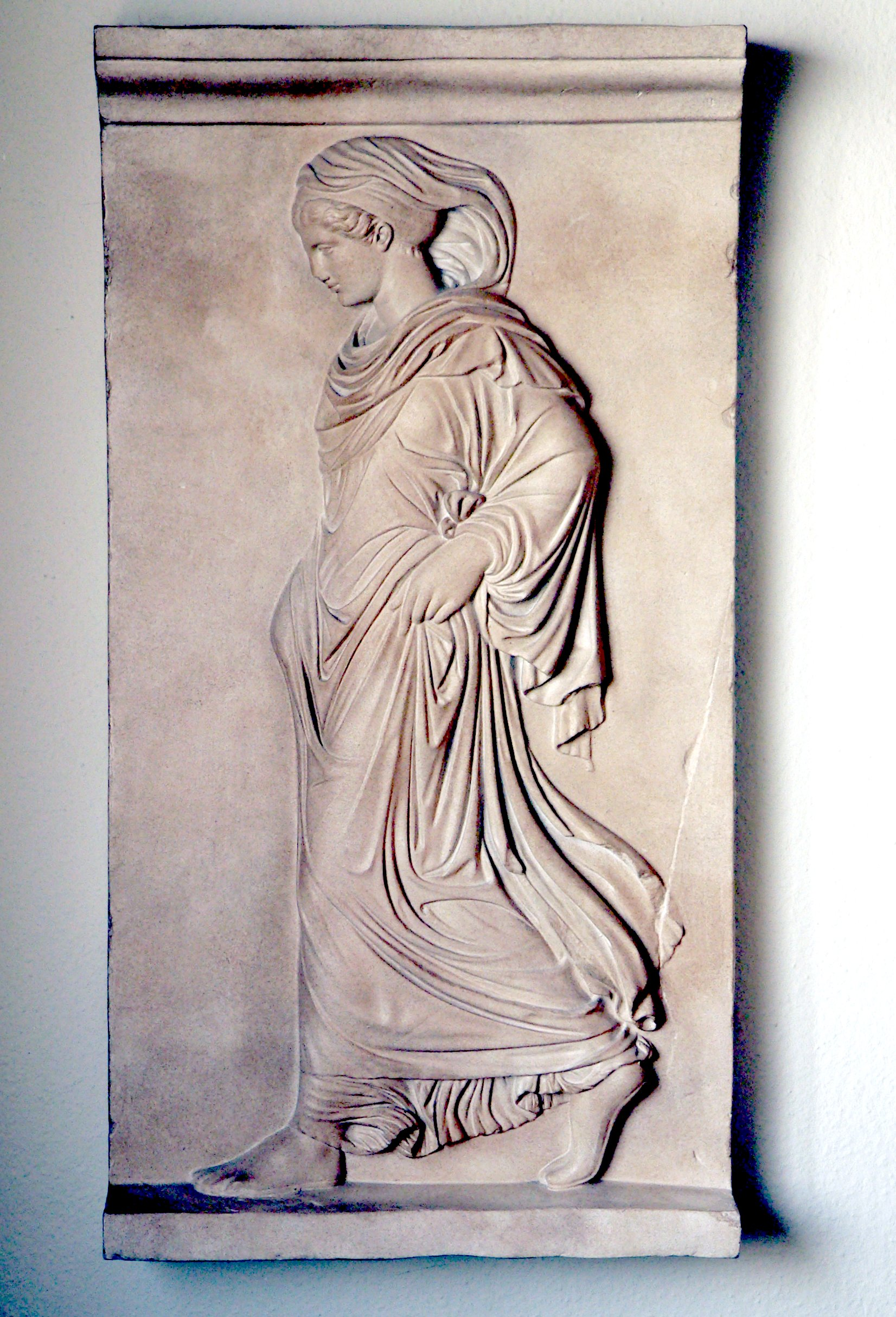
La Gradiva, celle qui marche.

Gradiva (Gradiva.Ein Pompejanisches phantasiestück) est une longue nouvelle publiée en 1903 par l'écrivain allemand Wilhelm Jensen, qui connut une grande postérité au sein de la culture européenne, particulièrement auprès de Sigmund Freud et des surréalistes.

## Résumé
L'auteur raconte comment un archéologue allemand, Norbert Hanold, se procure un moulage en plâtre d'un bas-relief qu'il a beaucoup admiré au musée Chiaramonti, un musée du Vatican, et comment, après avoir accroché la sculpture dans son bureau, il cherche à percer le mystère de la marche de la femme représentée, qu'il surnomme Gradiva — en latin, « celle qui marche en avant », forme féminine du surnom Gradivus donné au dieu Mars. Quelque temps après, Norbert Hanold fait un rêve dans lequel il se trouve à Pompéi lors de l'éruption du Vésuve en 79. Il aperçoit Gradiva, sans toutefois parvenir à l'avertir de l'imminence du danger. Profondément perturbé par ce rêve, il se rend d'abord à Rome, mais il y éprouve un fort sentiment de solitude et continue son voyage à Pompéi où il fait une rencontre inattendue, celle d'une jeune femme absolument identique à Gradiva, à qui il confie le trouble que lui fait ressentir cette ressemblance.

## Interprétation et postérité

### Freud

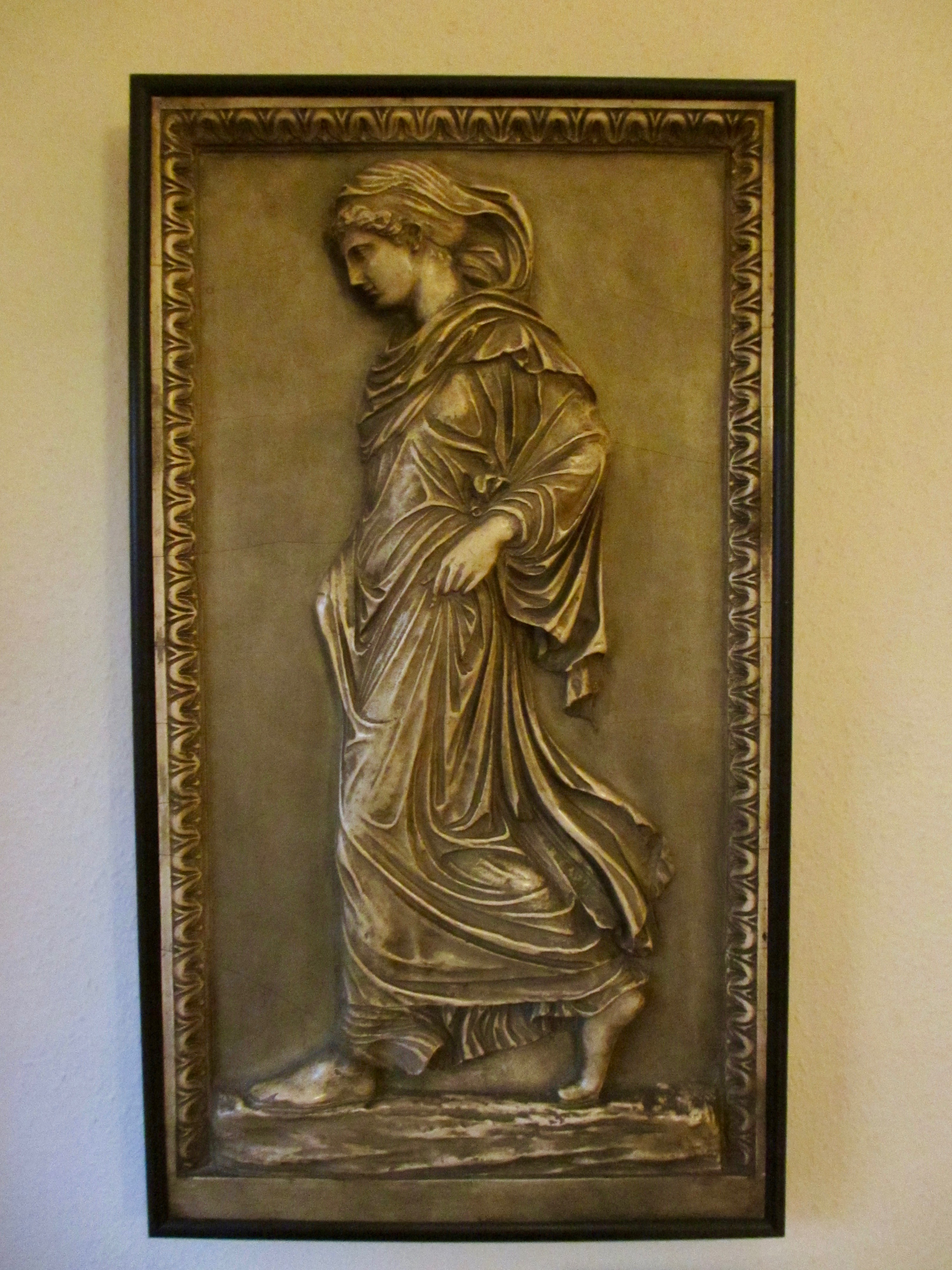
Reproduction en plâtre, Freud Museum (London)

Freud lit le roman de W. Jensen en 1906 et acquiert, lors d'une visite au musée Chiaramonti, une reproduction du bas-relief, qu'il suspend dans son bureau à Vienne, et qu'il emporte lorsqu'il part en exil à Londres, en 1938. Il publie une analyse du récit sous le titre Der Wahn und die Träume in Jensens Gradiva (Le délire et les rêves dans la « Gradiva » de W. Jensen), qui inaugure la série des commentaires sur cette œuvre. Dans cet essai pionnier pour les études psychanalytiques appliquées à la littérature, Freud s'efforce de montrer l'importance des rêves dans la psychanalyse. Il théorise la notion de refoulement en la comparant à l'archéologie qui s'efforce de restituer le passé lors des fouilles. Et surtout, il tente de mettre en valeur les buts communs, selon lui, de la littérature et de la psychanalyse. 
Maria Torok et Nicholas Rand esquissent une analyse de la nouvelle qui diffère de celle de Freud, estimant pour leur part que la vie de Norbert a changé grâce à la fin de son deuil et à son aventure amoureuse avec Zoé, la jeune femme que celui-ci rencontre à Pompéi. Ils estiment que l’hypothèse freudienne d'un refoulement des affects de deuil (dus à la perte de ses parents) s'était accompagné d'un déplacement d'investissement qui l'a conduit à surinvestir la recherche scientifique, au détriment des autres attachements et ils envisagent que lorsque Norbert commence à élaborer son deuil, l'investissement scientifique ne lui permet plus de se cacher à lui-même sa solitude affective. Il peut alors tomber amoureux de Zoé, qui remplace dans la vie Gradiva.

#### Jean Bellemin-Noël: «textanalyse»
En 1983, Jean Bellemin-Noël reprend l'analyse de cette nouvelle dans Gradiva au pied de la lettre. Tout en rendant hommage à Freud, il se sert de concepts psychanalytiques postérieurs à 1907 qui lui permettent d'explorer les réseaux de connotations rattachées à la lettre du texte et qui avaient échappé au père de la psychanalyse. Il ne traite pas les personnages de cette fiction comme des patients sur un divan et a plutôt recours à une méthode originale qu'il baptise « textanalyse », et qui repose sur le postulat qu'il existe un « inconscient du texte » qu'il incombe au critique de savoir faire parler et écouter. Son ouvrage contient une traduction originale de la nouvelle de Jensen.

### Surréalisme, réception culturelle
- Salvador Dalí utilisa l'image de Gradiva notamment dans Gradiva trouve les ruines de Antropomorphos. André Masson lui a consacré un tableau. Le surréaliste André Breton fonda une galerie du nom de Gradiva.
- Roland Barthes a consacré à Gradiva un chapitre de ses Fragments d'un discours amoureux (1977).
- En 1986, Michel Leiris et Jean Jamin fondèrent une revue d'anthropologie du nom de Gradhiva (l'ajout d'un « h » est une modification volontaire) ; cette revue est aujourd'hui la revue savante du musée du quai Branly, à Paris.

#### Cinéma
- Une version de Gradiva a été réalisée en 1969 par Giorgio Albertazzi avec Laura Antonelli et Marilu Tolo dans le film homonyme Gradiva sorti en 1970.
- Alain Robbe-Grillet a rendu hommage à Gradiva en réalisant un « ciné-roman » avec Arielle Dombasle sous le titre Gradiva (C'est Gradiva qui vous appelle), sorti en 2006.